# Giennadij Żaworonkow
Giennadij Nikołajewicz Żaworonkow (ros. Геннадий Николаевич Жаворонков, ur. 29 lipca 1941, zm. 7 listopada 2006) – rosyjski dziennikarz i publicysta, współpracownik Andrieja Sacharowa, członek Fundacji Andrieja Sacharowa oraz Rady Muzeum i Centrum Andrieja Sacharowa, zasłużony dla ujawniania prawdy o zbrodni katyńskiej.

## Życiorys
Ukończył filologię w Moskiewskim Państwowym Instytucie Pedagogicznym oraz Instytut Literatury im. Lenina, uzyskując stopień kandydata nauk pedagogicznych. Pracował jako dziennikarz w gazetach „Komsomolskaja prawda” i „Sowieckaja Rossija” oraz tygodnikach „Obszczaja gazieta” i „Moskowskije nowosti”. W latach 1989–1990 jako pierwszy dziennikarz rosyjski zaczął pisać w prasie radzieckiej artykuły o mordzie dokonanym przez NKWD na polskich oficerach w Katyniu; w 1990 roku w tygodniku „Moskowskije nowosti” ukazał się jego głośny artykuł „O czym milczy Las Katyński?” (ros. О чем молчит Катынский лес?). Prowadził dziennikarskie śledztwo w tej sprawie, docierając m.in. do Olega Zakirowa, funkcjonariusza KGB zbierającego materiały o zbrodni katyńskiej w Smoleńsku. 30 kwietnia 1990 roku polski Niezależny Komitet Historyczny Badania Zbrodni Katyńskiej wystosował do redakcji tygodnika „Moskowskije nowosti” na ręce Giennadija Żaworonkowa list, w którym wyraził mu „głębokie uznanie za przypomnienie i podawanie do publicznej wiadomości w ZSRR prawdy o ludobójstwie dokonanym przez NKWD w 1940 roku”.
W 2006 roku Giennadij Żaworonkow opublikował w Rosji książkę pod tytułem O czym milczał Las Katyński, gdy mówił akademik Andriej Sacharow (ros. О чем молчал Катынский лес, когда говорил академик Андрей Сахаров). Pisał również o konfliktach w Abchazji, Osetii Południowej i Czeczenii.

## Odznaczenia i wyróżnienia
30 listopada 1990 roku otrzymał wraz z redakcją tygodnika „Moskowskije nowosti” honorowe wyróżnienie Niezależnego Komitetu Historycznego Badania Zbrodni Katyńskiej za publicystykę katyńską na łamach pisma i poszukiwanie świadków zbrodni. 3 kwietnia 2003 roku Prezydent RP Aleksander Kwaśniewski odznaczył Giennadija Żaworonkowa Krzyżem Kawalerskim Orderu Zasługi Rzeczypospolitej Polskiej za wybitne zasługi w ujawnieniu i udokumentowaniu prawdy o zbrodni katyńskiej. W 2006 roku Związek Dziennikarzy Rosji przyznał mu pośmiertnie nagrodę za książkę „O czym milczał Las Katyński, gdy mówił akademik Andriej Sacharow”.